# Armia Specjalna
Armia Specjalna (ros. Особая армия) – związek operacyjny Armii Imperium Rosyjskiego w czasie I wojny światowej.
Dowództwo i Sztab polowy Armii sformowano 26 czerwca?/9 lipca 1916 na bazie Grupy gen. W.A. Ołochowa z dowództwa Wojsk Gwardii.
Rozformowano armię na początku 1918.

## Podporządkowanie
Armia wchodziła w skład Frontów:
- Zachodniego sierpień – wrzesień 1916
- Południowo-Zachodniego wrzesień – listopad 1916
- Zachodniego listopad 1916 – lipiec 1917
- Południowo-Zachodniego lipiec 1917 – początek 1918

## Struktura organizacyjna
W jej skład w okresie wojny wchodziły:
- 1 Korpus Gwardii od 28.12.1915 – 1.08.1916, 1.10.1916 – 18.03.1917;
- 2 Korpus Gwardii od 28.12.1915 – 1.08.1916, 1.10.1916 – 18.03.1917;
- 1 Korpus Armijny od 22.07 – 15.09.1916;
- 5 Korpus Armijny od 1.10.1916 – 13.03.1917;
- 8 Korpus Armijny od 1 – 28.10.1916;
- 25 Korpus Armijny od 27.08.1916 – 16.06.1917;
- 26 Korpus Armijny od 1 – 11.09.1916;
- 30 Korpus Armijny od 1.07 – 1.11.1916;
- 31 Korpus Armijny od 18.04. – grudzień 1917;
- 34 Korpus Armijny od 27.08.1916 – 1.05.1917;
- 39 Korpus Armijny od 15.09.1916 – grudzień 1917;
- 40 Korpus Armijny od 15.09.1916 – 22.10.1916;
- 44 Korpus Armijny od 16.05 – grudzień 1917;
- 46 Korpus Armijny od 18.04 – grudzień 1917;
- 1 Syberyjski Korpus Armijny od 17.07.1916;
- 1 Turkiestański Korpus Armijny od 27.08.1916 – grudzień 1917;
- Korpus Kawalerii Gwardii  od 3.04.1915 – 23.07.1917;
- 4 Korpus Kawalerii od 18.04 – 16.11.1917;
- 7 Korpus Kawalerii  od 2.08 – grudzień 1917;

## Dowódcy Armii
- gen. kawalerii Wasilij Gurko 14 sierpnia 1916 – 18 marca 1917.
- gen. piechoty Piotr Bałujew 18 marca 1917 – 9 lipca 1917.
- gen. piechoty Iwan Erdeli 12 lipca 1917 – 28 sierpnia 1917
- gen. piechoty Stiepan Feliksowicz Stelnickij 14 września 1917 – 20 listopada 1917.
- gen. lejtnant Fiodor Siergiejewicz Rerberg 20 listopada – 13 grudnia 1917.